# Robinson Guevara
Robinson Guevara (Milagro, Ecuador, 17 de octubre de 1994) es un futbolista ecuatoriano Juega de Defensa y su club actual es Sociedad Deportiva Aucas de la Serie A de Ecuador.

## Trayectoria
Guevara se formó en las categorías formativas de  Academia Alfaro Moreno y del Club Deportivo Municipal Cañar, en el 2011 debuta con la camisa de la Academia Alfaro Moreno club en el que permanece hasta el 2012, para el siguiente año juega por seis meses en el Norte América en la Segunda Categoría. ese mismo año pasa al Trofense de Portugal hasta el 2014, a mediados de año firma un contrato con Deportivo Azogues hasta mitad del 2015 para luego ser parte del Norte América.

## Clubes
| Club                   | País     | Año           |
| ---------------------- | -------- | ------------- |
| Academia Alfaro Moreno | Ecuador  | 2011 - 2012   |
| Norte América          | Ecuador  | 2013          |
| Trofense               | Portugal | 2013 - 2014   |
| Deportivo Azogues      | Ecuador  | 2014-2015     |
| Norte América          | Ecuador  | 2015          |
| Aucas                  | Ecuador  | 2016-presente |